# Daniel Fonseca
Daniel Fonseca Garis (Montevideo, 13 de septiembre de 1969) es un ex-futbolista uruguayo. Como delantero, jugó en tres de los más importantes clubes de Italia, en la Roma, la Juventus y el Napoli.

## Trayectoria
Comenzó su carrera futbolística en Nacional, su equipo local en Uruguay, en 1988. Jugó 65 partidos y marcó 31 goles, ganando la Copa Interamericana, Recopa Sudamericana, Torneo Competencia Campeonato Uruguayo de Primera División 2002 mientras estaba allí.
En 1990, se trasladó al Cagliari, junto a sus compatriotas Enzo Francescoli y José Óscar Herrera, marcando 17 goles en 50 apariciones jugando más en la izquierda que en el centro. En 1992 fue contratado por el Napoli, donde logró una tasa de goles más impresionante, marcando 31 goles en dos temporadas en Nápoles, incluyendo 5 goles contra el Valencia en la Copa de la UEFA. Esto llamó la atención a la Roma, que lo contrató en 1994. Sin embargo, su tres temporadas (de 1994 a 1996) estuvieron lejos de ser un éxito. Se encontró de suplente detrás del delantero Abel Balbo y por consiguiente no jugó con frecuencia en el primer equipo.
La Juventus contrató a Fonseca en 1997, donde nuevamente jugó en la posición izquierda. Ganó dos títulos de liga, dos supercopas y la Copa de Italia mientras estuvo allí. Una lesión lo excluyó completamente de la temporada 1999-2000, a final de la cual se vio transferido al River Plate en Argentina. En River se destacó por hacer el gol del empate sobre la hora de tiro libre ante Boca Juniors en un torneo de verano y luego convertir el último penal en la definición que le dio la copa al club Millonario. Sin embargo, a los pocos días y en un segundo Superclásico de verano, malogró un penal durante los 90 minutos al ser detenido su disparo por el portero Wilfredo Caballero. Tras ese partido, no volvió a saberse más nada de Fonseca, quien se terminó yendo muy rápido de River Plate, volviendo a Nacional. Tras un breve paso por el Bolso volvió a Italia para jugar en el Como en 2001. Se retiró en 2003 después de que el entrenador le dijera que no estaba en sus planes para el primer equipo.
Su hijo es el futbolista Nicolás Fonseca.

### Empresario de fútbol
Desde del retiro sigue viviendo en Italia entre el Lago de Como y la capital, trabajando con jóvenes que se acercan al ambiente del fútbol. Además, a menudo trabaja como comentarista deportivo y participa en programas televisivos dedicados al fútbol. Por lo que concierne su actividad de contratista, ha gestionado a futbolistas como el portero Fernando Muslera, el defensa Leandro Cabrera, el centrocampista Juan Ángel Albín y los delanteros Sebastián Gallegos y Adrián Luna.

## Selección nacional

### Participaciones en Copas del Mundo
| Mundial                        | Sede   | Resultado        | Partidos | Goles |
| ------------------------------ | ------ | ---------------- | -------- | ----- |
| Copa Mundial de Fútbol de 1990 | Italia | Octavos de final | 2        | 1     |

### Participaciones en Copa América
| Copa              | Sede    | Resultado | Partidos | Goles |
| ----------------- | ------- | --------- | -------- | ----- |
| Copa América 1995 | Uruguay | Campeón   | 4        | 2     |

## Estadísticas

### En clubes
| Nacional · Uruguay | 1.ª                 | 1988                | 6   | 1  | —  | —  | —  | —  | —  | —  | 6   | 1   | 0,17 |
| Nacional · Uruguay | 1.ª                 | 1989                | 10  | 4  | —  | —  | 6  | 3  | 15 | 11 | 31  | 18  | 0,58 |
| Nacional · Uruguay | 1.ª                 | 1990                | —   | —  | —  | —  | —  | —  | —  | —  | 0   | 0   | 0,00 |
| Nacional · Uruguay | Total 1.ª etapa     | Total 1.ª etapa     | 16  | 5  | 0  | 0  | 6  | 3  | 15 | 11 | 37  | 19  | 0,51 |
| Cagliari Calcio · Italia | 1.ª                 | 1990-91             | 27  | 8  | 1  | 0  | —  | —  | —  | —  | 28  | 8   | 0,29 |
| Cagliari Calcio · Italia | 1.ª                 | 1991-92             | 23  | 9  | 1  | 0  | —  | —  | —  | —  | 24  | 9   | 0,39 |
| Cagliari Calcio · Italia | Total club          | Total club          | 50  | 17 | 2  | 0  | 0  | 0  | 0  | 0  | 52  | 17  | 0,33 |
| SSC Napoli · Italia | 1.ª                 | 1992-93             | 31  | 16 | 5  | 2  | 4  | 6  | —  | —  | 40  | 24  | 0,60 |
| SSC Napoli · Italia | 1.ª                 | 1993-94             | 27  | 15 | 2  | 0  | —  | —  | —  | —  | 29  | 15  | 0,52 |
| SSC Napoli · Italia | Total club          | Total club          | 58  | 31 | 7  | 2  | 4  | 6  | 0  | 0  | 69  | 39  | 0,57 |
| AS Roma · Italia | 1.ª                 | 1994-95             | 26  | 8  | 3  | 2  | —  | —  | —  | —  | 29  | 10  | 0,34 |
| AS Roma · Italia | 1.ª                 | 1995-96             | 23  | 8  | —  | —  | 6  | 2  | —  | —  | 29  | 10  | 0,34 |
| AS Roma · Italia | 1.ª                 | 1996-97             | 16  | 4  | 1  | 1  | 4  | 3  | —  | —  | 21  | 8   | 0,38 |
| AS Roma · Italia | Total club          | Total club          | 65  | 20 | 4  | 3  | 10 | 5  | 0  | 0  | 79  | 28  | 0,35 |
| Juventus · Italia | 1.ª                 | 1997-98             | 15  | 4  | 8  | 3  | 6  | 1  | —  | —  | 29  | 8   | 0,28 |
| Juventus · Italia | 1.ª                 | 1998-99             | 25  | 6  | 6  | 4  | 5  | 0  | —  | —  | 36  | 10  | 0,28 |
| Juventus · Italia | 1.ª                 | 1999-00             | —   | —  | 1  | 0  | 1  | 0  | —  | —  | 2   | 0   | 0,00 |
| Juventus · Italia | 1.ª                 | 2000-01             | 2   | 0  | 1  | 0  | —  | —  | —  | —  | 3   | 0   | 0,00 |
| Juventus · Italia | Total club          | Total club          | 42  | 10 | 16 | 7  | 12 | 1  | 0  | 0  | 70  | 18  | 0,26 |
| River Plate Argentina | 1.ª                 | 2002                | —   | —  | —  | —  | 2  | 0  | —  | —  | 2   | 0   | 0,00 |
| Nacional · Uruguay | 1.ª                 | 2002                | 8   | 2  | —  | —  | —  | —  | —  | —  | 8   | 2   | 0,25 |
| Nacional · Uruguay | Total club          | Total club          | 24  | 7  | 0  | 0  | 6  | 3  | 15 | 11 | 45  | 21  | 0,47 |
| Como Calcio · Italia | 1.ª                 | 2002                | 2   | 0  | —  | —  | —  | —  | —  | —  | 2   | 0   | 0,00 |
| Total en su carrera | Total en su carrera | Total en su carrera | 241 | 85 | 29 | 12 | 34 | 15 | 15 | 11 | 319 | 123 | 0,39 |
| (1) Incluye datos de Liguilla Pre-Libertadores de América (1989). (2) Incluye datos de Torneo Competencia (1989); Copa Italia (1990-01) y Supercopa de Italia (1998). (3) Incluye datos de Recopa Sudamericana (1989); Copa Interamericana (1989); Copa Libertadores (1989-02); Copa de la UEFA (1993-00) y Liga de Campeones de la UEFA (1997-99). (4) Media de goles por encuentro. No incluye goles en partidos amistosos. |                     |                     |     |    |    |    |    |    |    |    |     |     |      |

### Selección
| Selección        | Año           | Amistosos | Amistosos | Sudamérica | Sudamérica | Mundial | Mundial | Total | Total | Media goleadora |
| Selección        | Año           | Part.     | Goles     | Part.      | Goles      | Part.   | Goles   | Part. | Goles | Media goleadora |
| ---------------- | ------------- | --------- | --------- | ---------- | ---------- | ------- | ------- | ----- | ----- | --------------- |
| Adulta · Uruguay | 1990          | 4         | 0         | —          | —          | 2       | 1       | 6     | 1     | 0,17            |
| Adulta · Uruguay | 1991          | —         | —         | —          | —          | —       | —       | 0     | 0     | 0,00            |
| Adulta · Uruguay | 1992          | —         | —         | —          | —          | —       | —       | 0     | 0     | 0,00            |
| Adulta · Uruguay | 1993          | 2         | 2         | 7          | 2          | —       | —       | 9     | 4     | 0,44            |
| Adulta · Uruguay | 1994          | —         | —         | —          | —          | —       | —       | 0     | 0     | 0,00            |
| Adulta · Uruguay | 1995          | 4         | 3         | 4          | 2          | —       | —       | 8     | 5     | 0,63            |
| Adulta · Uruguay | 1996          | —         | —         | 3          | 0          | —       | —       | 3     | 0     | 0,00            |
| Adulta · Uruguay | 1997          | —         | —         | 4          | 0          | —       | —       | 4     | 0     | 0,00            |
| Total carrera    | Total carrera | 10        | 5         | 18         | 4          | 2       | 1       | 30    | 10    | 0,33            |

### Resumen estadístico
| Competición           | Partidos | Goles | Promedio |
| --------------------- | -------- | ----- | -------- |
| Primera División      | 241      | 85    | 0,35     |
| Copas nacionales      | 44       | 23    | 0,52     |
| Copas internacionales | 34       | 15    | 0,44     |
| Selección adulta      | 30       | 10    | 0,33     |
| Total                 | 349      | 133   | 0,38     |

## Palmarés

### Campeonatos nacionales
| Título              | Club              | Sede       | Año     |
| ------------------- | ----------------- | ---------- | ------- |
| Torneo Competencia  | Club Nacional     | Montevideo | 1989    |
| Serie A             | Juventus de Turín | Turín      | 1997/98 |
| Campeonato Uruguayo | Club Nacional     | Montevideo | 2002    |

### Campeonatos Internacionales
| Título                    | Club              | Sede         | Año  |
| ------------------------- | ----------------- | ------------ | ---- |
| Recopa Sudamericana       | Club Nacional     | Buenos Aires | 1989 |
| Copa Interamericana       | Club Nacional     | Montevideo   | 1989 |
| Copa América              | Uruguay           | Montevideo   | 1995 |
| Copa Intertoto de la UEFA | Juventus de Turín | Rennes       | 1999 |

### Distinciones individuales
| Distinción                                                                  | Año  |
| --------------------------------------------------------------------------- | ---- |
| Goleador de la Recopa Sudamericana (1 gol)                                  | 1989 |
| Goleador de la Copa Interamericana (2 goles, empatado con Luis Alberto Noé) | 1989 |
| Goleador del Torneo Competencia (8 goles)                                   | 1989 |